# BTC-e
BTC-e는 주로 러시아 시장을 대상으로 하는 암호화폐 거래소로, 서버는 미국에 위치해 있었다. 미국 정부는 2017년에 그들의 웹사이트와 자금을 압류했다. 2011년 7월 알렉산더 비닉(Alexander Vinnik)과 Aleksandr Bilyuchenko가 설립했으며 2015년 2월 전체 비트코인 거래량의 약 3%를 처리했다. 이 플랫폼은 결국 러시아 정교회 재벌 콘스탄틴 말로페예프(Konstantin Malofeev)가 인수했고, BTC-e의 자금은 러시아 연방보안국의 통제 하에 돈바스 전쟁에 사용되었다.
그것은 2013년 9월 지수가 형성된 이래로 코인데스크 Bitcoin Price Index의 구성 요소였다.
BTC-e는 런던에 등록되어 있고 임원 2명(Sandra Gina Esparon과 Evaline Sophie Joubert)과 상당한 통제력을 가진 사람 2명(Alexander Buyanov와 Andrii Shvets)이 있는 Always Efficient LLP에서 운영했다.
미국 법무부는 2017년 7월 26일 Vinnik과 BTC-e를 국제 자금 세탁 계획을 운영하고 Mt. Gox 해킹으로 자금을 세탁한 혐의로 21건의 기소를 하면서 BTC-e를 폐쇄하려고 시도했다.

## 역사
BTC-e는 2011년 7월에 설립되어 비트코인/미국 달러, I0Coin 대 비트코인을 포함한 몇 가지 코인 쌍을 처리했다. 2011년 10월까지는 라이트코인 대 달러, Bitcoin 대 루블, RuCoin 대 루블을 포함한 다양한 통화 쌍을 지원했다.

BTC-e 웹사이트는 BTC-e 직원이 체포되고 데이터 센터 중 한 곳에서 서버 장비가 압수된 후 2017년 7월 25일에 오프라인이 되었다. 이러한 사건으로 인해 BTC-e 서비스가 중단되었다.
BTC-e는 고객에게 상환하기 위해 WEX 토큰을 만들었는데, 이는 미국 정부에서 자금을 압수할 때까지 고객의 압수된 자본을 나타내는 데 사용되었다. WEX 토큰은 1달러를 나타내며 압수 당시 고객의 암호화폐 가치를 설명하기 위해 발행되었다. 알렉산더 비닉(Alexander Vinnik)은 재판 중 증언을 거부하여 프랑스에서 유죄 판결을 받고 징역 5년형을 선고받았다. 그는 Locky 랜섬웨어 혐의에 연루되어 무죄 판결을 받았다. WEX 거래소는 궁극적으로 러시아 연방보안국이 통제하고 콘스탄틴 말로페예프(Konstantin Malofeev)가 관리한다.
현재 WEX 거래소는 폐쇄되었다.

## 같이 보기
- 암호화폐
- 암호화폐 거래소
- Mt. Gox